# Edwin Muir
Edwin Muir (Deerness, Orkneyeilanden, 15 mei 1887–Cambridge, Cambridgeshire, 3 januari 1959) was een Schots dichter die ook bekend is als degene die met zijn vertalingen het Engelstalige publiek voor het eerst kennis liet maken met het werk van Franz Kafka.
Muirs belangrijkste werken kunnen worden onderverdeeld in verschillende genres, waaronder poëzie, kritiek, vertaling en autobiografie. Hij begon gedichten te schrijven op relatief late leeftijd, en ontwikkelde in de loop van enkele decennia een persoonlijke, filosofische stijl. Reeds vroege werken als First Poems (1925) en Chorus of the Newly Dead (1926) behandelen Muirs belangrijkste thema's, zoals zijn idyllische jeugd in Orkney en het verlies van onschuld veroorzaakt door zijn verhuizing naar Glasgow. Echte waardering als dichter kreeg hij pas na de publicatie van The Voyage (1946) en The Labyrinth (1949). Hoewel hij ook enige faam verwierf als literair criticus, vestigden vooral zijn vertalingen van Kafka's werk (die hij in de jaren dertig samen met zijn vrouw had geschreven) zijn reputatie als schrijver in Groot-Brittannië. Daarnaast vertaalde hij ook werk van Sholem Asch, Hermann Broch en Lion Feuchtwanger.